# Incident de Mainila

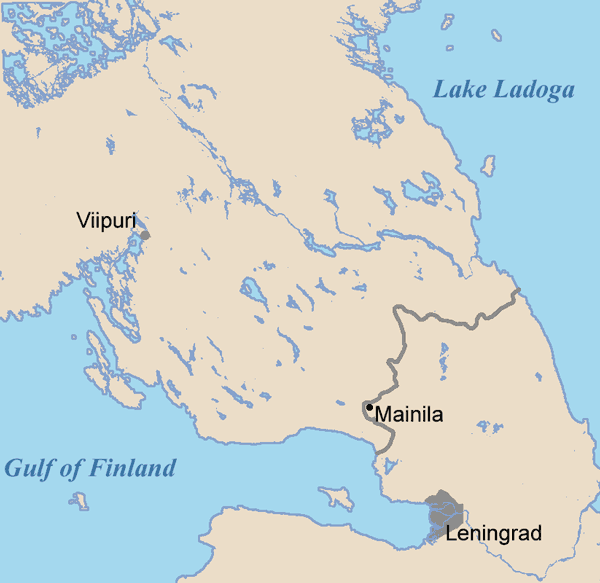
Localització de Mainila a l'Istme de Carèlia, les fronteres són anteriors a la guerra.

L'Incident de Mainila va tenir lloc el 26 de novembre de 1939, quan l'exèrcit soviètic va disparar la seva artilleria contra la petita vila russa de Mainila (situada al nord de Petrograd), i els líders soviètics van responsabilitzar Finlàndia de l'atac, inventant pèrdues militars a més de les civils. La Unió Soviètica va fer servir aquest incident com a pretext per a iniciar la invasió de Finlàndia quatre dies després.
D'acord amb els arxius del líder comunista Andrei Jdànov, l'incident va ser planificat per a culpar Finlàndia i pretextar un casus belli. Els finlandesos van negar rotundament que ells haguessin disparat contra la vila, de fet, diaris de guerra trobats posteriorment revelen que els oficials finlandesos havien retirat la seva artilleria de la frontera, i que en realitat, Mainila havia quedat fora del seu abast, justament per tal de prevenir un atac accidental.
Com a conseqüència d'aquest incident, la Unió Soviètica, va trencar el Pacte de no-agressió signat amb Finlàndia, i el 30 de novembre de 1939 va iniciar la Guerra d'hivern.
El 18 de maig de 1994, el President de Rússia Borís Ieltsin, en una conferència de premsa conjunta al Kremlin amb el president de Finlàndia Martti Ahtisaari, va acceptar que la guerra amb Finlàndia no havia estat defensiva, sinó una agressió.